# Øster Tørslev
Øster Tørslev – miasto w Danii, w regionie Jutlandia Środkowa, w gminie Randers.